# Cottenham Lode
Cottenham Lode ist der Name eines zumindest teilweise künstlich angelegten und mit Booten befahrbaren Kanals in der englischen Grafschaft Cambridgeshire, welcher zu den Cambridgeshire Lodes gezählt wird. Neben dem Soham Lode ist er der einzige der Cambridgeshire Lodes, welcher in den Great Ouse und nicht in den River Cam mündet.

## Verlauf

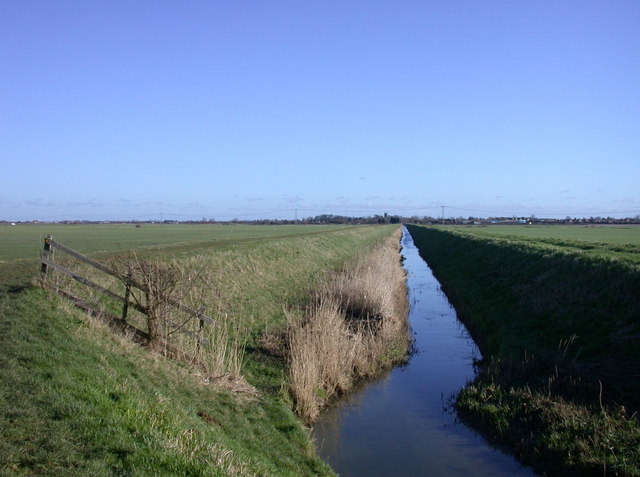
Der als New Cut bezeichnete Teil des Cottenham Lode

Der Cottenham Lode entsteht im Dorf Histon aus einem Teich. Zuerst fließt er in einem großen Linksbogen östlich an Rampton und westlich an Cottenham vorbei, insgesamt nach Norden, ehe er nördlich von Cottenham nach Nordosten abknickt. Von da fließt der Cottenham Lode mehr oder weniger grade nach Nordwesten, bis er schließlich etwa zwei Meilen nordöstlich von Cottenham in den Great Ouse einmündet. Auf seinem Lauf nimmt der Cottenham Lode mehrere Entwässerungskanäle sowie den Beck Brook auf. Der nördlich von Cottenham gelegene, gerade Verlauf wird auch als New Cut bezeichnet.

## Geschichte
Der Ursprung des Cottenham Lode geht auf die Römerzeit zurück. Er war damals ein Teil des Car Dykes, welcher Cambridge mit Lincoln verband. In der Zeit nach 1900 wurden einige römische Töpferwaren im Lode gefunden.
Der Cottenham Lode ist heute noch immer mit Booten befahrbar.